# Dimitri Tiomkin
Dimitri Tiomkin est un compositeur et producteur américain d'origine ukrainienne, né le 10 mai 1894 à Krementchouk (aujourd'hui en Ukraine) et mort le 11 novembre 1979 à Londres (Royaume-Uni).
Compositeur majeur de l'âge d'or du cinéma américain aux côtés de Max Steiner, Alfred Newman, Erich Wolfgang Korngold, Franz Waxman et Miklós Rózsa, Dimitri Tiomkin a remporté trois fois l'Oscar de la meilleure musique de film sur un total de quatorze nominations : Le train sifflera trois fois (1953), Écrit dans le ciel (1955), Le Vieil Homme et la Mer (1958), ainsi que l'Oscar de la meilleure chanson pour High Noon - Do Not Forsake Me, Oh My Darlin dans Le train sifflera trois fois.
Célèbre pour ses musiques composées pour le western, il a travaillé avec beaucoup des plus grands réalisateurs de l'époque, tels John Sturges, Howard Hawks, William Wyler, Richard Fleischer, John Huston, Alfred Hitchcock et Frank Capra.

## Postérité
Sa composition The Green Leaves of Summer, extraite de la bande originale d'Alamo, est reprise dans la bande originale du long métrage Inglourious Basterds.

## Filmographie

### Comme compositeur

#### Cinéma

##### Longs métrages
- 1930 : Cœurs impatients (Our Blushing Brides) de Harry Beaumont
- 1931 : Resurrection d'Edwin Carewe
- 1933 : Alice au pays des merveilles (Alice in Wonderland) de Norman Z. McLeod
- 1935 : Un drame au casino (The Casino Murder Case) d'Edwin L. Marin
- 1935 : Les Mains d'Orlac (Mad Love) de Karl Freund
- 1935 : Vivre sa vie (I Live My Life) de W. S. Van Dyke
- 1936 : L'École des secrétaires (More Than a Secretary) d'Alfred E. Green (non crédité)
- 1937 : Les Horizons perdus (Lost Horizon) de Frank Capra
- 1937 : Après (The Road Back) de James Whale
- 1938 : Les Gars du large (Spawn of the North) de Henry Hathaway
- 1938 : Vous ne l'emporterez pas avec vous (You Can't Take It with You) de Frank Capra
- 1939 : Seuls les anges ont des ailes (Only Angels Have Wings) de Howard Hawks
- 1939 : Monsieur Smith au Sénat (Mr. Smith Goes to Washington) de Frank Capra
- 1940 : Double Chance (Lucky Partners) de Lewis Milestone
- 1940 : Le Cavalier du désert (The Westerner) de William Wyler
- 1941 : L'Homme de la rue (Meet John Doe) de Frank Capra
- 1941 : Forced Landing (en) de Gordon Wiles (non crédité)
- 1941 : Scattergood Meets Broadway de Christy Cabanne
- 1941 : Espions volants (Flying Blind) réalisé par Frank McDonald
- 1941 : Vendetta (The Corsican Brothers) de Gregory Ratoff
- 1942 : A Gentleman After Dark (en) d'Edwin L. Marin
- 1942 : Twin Beds (en) de Tim Whelan
- 1942 : The Moon and Sixpence d'Albert Lewin
- 1943 : L'Ombre d'un doute (Shadow of a Doubt) d'Alfred Hitchcock
- 1943 : The Unknown Guest de Kurt Neumann
- 1944 : L'Imposteur (The Impostor) de Julien Duvivier
- 1944 : Escadrille de femmes (Ladies Courageous) de John Rawlins
- 1944 : The Bridge of San Luis Rey de Rowland V. Lee
- 1944 : Étrange Mariage (When Strangers Marry) de William Castle
- 1945 : L'Espoir de vivre (Forever Yours) de William Nigh
- 1945 : Dillinger, l'ennemi public no 1 (Dillinger) de Max Nosseck
- 1945 : Les Diables jaunes (en) (China's Little Devils) de Monta Bell
- 1945 : Oublions le passé (Pardon My Past) de Leslie Fenton
- 1946 : Tragique Rendez-vous (Whistle Stop) de Léonide Moguy
- 1946 : Beauté noire (Black Beauty) de Max Nosseck
- 1946 : L'Évadé de l'enfer (Angel on My Shoulder) d'Archie Mayo
- 1946 : La Double Énigme (The Dark Mirror) de Robert Siodmak
- 1946 : La vie est belle (It's a Wonderful Life) de Frank Capra
- 1946 : Duel au soleil (Duel in the Sun) de King Vidor
- 1947 : La Longue Nuit (The Long Night) de Anatole Litvak
- 1948 : Tarzan et les Sirènes (Tarzan and the Mermaids) (Tarzan et les Sirènes) de Robert Florey
- 1948 : Le Bourgeois téméraire (en) (The Dude Goes West) de Kurt Neumann
- 1948 : So This Is New York de Richard Fleischer
- 1948 : La Rivière rouge (Red River) de Howard Hawks et Arthur Rosson
- 1949 : La Demeure des braves (Home of the Brave) de Mark Robson
- 1949 : Le Champion (Champion) de Mark Robson
- 1949 : Canadian Pacific d'Edwin L. Marin
- 1949 : Feu rouge (Red Light) de Roy Del Ruth
- 1950 : Mort à l'arrivée (D.O.A.) de Rudolph Maté
- 1950 : Dakota Lil (en) de Lesley Selander
- 1950 : Guilty Bystander de Joseph Lerner
- 1950 : Champagne for Caesar (en) de Richard Whorf
- 1950 : C'étaient des hommes (The Men) de Fred Zinnemann
- 1950 : Cyrano de Bergerac de Michael Gordon
- 1951 : Mister Universe (en) de Joseph Lerner
- 1951 : La Chose d'un autre monde (The Thing from Another World) de Christian Nyby
- 1951 : L'Inconnu du Nord-Express (Strangers on a Train) d'Alfred Hitchcock
- 1951 : Pékin Express de William Dieterle
- 1951 : Le Rocher du diable (Drums in the Deep South) de William Cameron Menzies
- 1951 : Le Puits (The Well) de Leo C. Popkin (en) et Russell Rouse
- 1952 : Les clairons sonnent la charge (Bugles in the Afternoon) de Roy Rowland
- 1952 : Mutinerie à bord (Mutiny) de Edward Dmytryk
- 1952 : Mes six forçats (My Six Convicts) de Hugo Fregonese
- 1952 : Le train sifflera trois fois (High Noon) de Fred Zinnemann - Oscar de la meilleure musique de film, Oscar de la meilleure chanson originale
- 1952 : Lady in the Iron Mask de Ralph Murphy
- 1952 : La Captive aux yeux clairs (The Big Sky) de Howard Hawks
- 1952 : The Four Poster de Irving Reis
- 1952 : Le Piège d'acier (The Steel Trap) d'Andrew L. Stone
- 1952 : Sacré Printemps (The Happy Time) de Richard Fleischer
- 1952 : Un si doux visage (Angel Face) d'Otto Preminger
- 1953 : La Loi du silence (I Confess) d'Alfred Hitchcock
- 1953 : La Plage déserte (Jeopardy) de John Sturges
- 1953 : Retour au paradis (Return to Paradise) de Mark Robson
- 1953 : Le Souffle sauvage (Blowing Wild) de Hugo Fregonese
- 1953 : Sergent la Terreur (Take the High Ground!) de Richard Brooks
- 1954 : La poursuite dura sept jours (The Command) de David Butler
- 1954 : Le Roi des îles  (His Majesty O'Keefe) de Byron Haskin
- 1954 : Le crime était presque parfait (Dial M for Murder) d'Alfred Hitchcock
- 1954 : Écrit dans le ciel (The High and the Mighty) de William A. Wellman - Oscar de la meilleure musique de film
- 1954 : Une balle vous attend (A Bullet Is Waiting) de John Farrow
- 1954 : Les Aventures de Hadji (The Adventures of Hajji Baba) de Don Weis
- 1955 : Une étrangère dans la ville (Strange Lady in Town) de Mervyn LeRoy
- 1955 : La Terre des pharaons (Land of the Pharaohs) de Howard Hawks
- 1955 : Condamné au silence (The Court-Martial of Billy Mitchell) d'Otto Preminger
- 1956 : Tension à Rock City (Tension at Table Rock) de Charles Marquis Warren
- 1956 : Géant (Giant) de George Stevens
- 1956 : La Loi du Seigneur (Friendly Persuasion) de William Wyler
- 1957 : Règlements de comptes à O.K. Corral (Gunfight at the O.K. Corral) de John Sturges
- 1957 : Le Survivant des monts lointains (Night Passage) de James Neilson
- 1957 : Car sauvage est le vent de George Cukor
- 1958 : Le Vieil Homme et la Mer (The Old Man and the Sea) de John Sturges - Oscar de la meilleure musique de film
- 1959 : Rio Bravo de Howard Hawks
- 1959 : Californie, terre nouvelle (The Young Land) de Ted Tetzlaff
- 1959 : Le Dernier Train de Gun Hill (Last Train from Gun Hill) de John Sturges
- 1960 : Le Vent de la plaine (The Unforgiven) de John Huston
- 1960 : Alamo (The Alamo) de John Wayne
- 1960 : Horizons sans frontières (The Sundowners) de Fred Zinnemann
- 1961 : Ville sans pitié (Town Without Pity) de Gottfried Reinhardt
- 1961 : Les Canons de Navarone (The Guns of Navarone) de J. Lee Thompson
- 1962 : Without Each Other de Saul Swimmer (en)
- 1963 : Les 55 Jours de Pékin (55 Days at Pekin) de Nicholas Ray
- 1964 : La Chute de l'Empire romain (The Fall of the Roman Empire) d'Anthony Mann
- 1964 : Le Plus Grand Cirque du monde (Circus World) de Henry Hathaway
- 1964 : 36 Heures avant le débarquement (36 Hours) de George Seaton
- 1967 : La Caravane de feu (The War Wagon) de Burt Kennedy
- 1968 : La Grande Catherine (Great Catherine) de Gordon Flemyng
- 1969 : Tchaïkovski (Чайковский) d'Igor Talankine

##### Documentaires
- 1943 : La Défaite des armées allemandes devant Moscou (Разгром немецких войск под Москвой) de Leonid Varlamov et Ilya Kopaline
- 1943 : The Nazis Strike de Frank Capra et Anatole Litvak (non crédité)
- 1943 : Les Aléoutiennes (Report from the Aleutians) de John Huston (non crédité)
- 1943 : La Bataille de Russie (The Battle of Russia) de Frank Capra et Anatole Litvak (non crédité)
- 1944 : The Negro Soldier de Stuart Heisler (non crédité)
- 1944 : Attack! Battle of New Britain de Robert Presnell Sr. (non crédité)
- 1944 : La Bataille de Chine (The Battle of China) de Frank Capra et Anatole Litvak (non crédité)
- 1945 : La Bataille de San Pietro (San Pietro) de John Huston (non crédité)
- 1945 : Two Down and One to Go de Frank Capra (non crédité)
- 1945 : Les Etats-Unis entrent en guerre (War Comes to America) de Frank Capra et Anatole Litvak (non crédité)
- 1945 : Know Your Enemy - Japan de Frank Capra et Joris Ivens (non crédité)
- 1945 : Here Is Germany de Frank Capra (non crédité)
- 1946 : Que la lumière soit (Let There Be Light) de John Huston (non crédité)
- 1953 : Cease Fire! d'Owen Crump
- 1957 : Search for Paradise d'Otto Lang

##### Courts métrages
- 1929 : A Night at the Shooting Gallery de Nick Grinde
- 1934 : Roast-Beef and Movies de Sam Baerwitz
- 1959 : Rhapsody of Steel de Carl Urbano
- 1987 : Homage to Portrait of Jennie de Joseph Marzano

#### Télévision
- 1953 : ABC Album (2 épisodes)
- 1959 : Hotel de Paree (épisode Sundance Returns)
- 1959 : Rawhide (thème de la série télévisée)
- 1960 : Spirit of the Alamo (documentaire TV) de Seymour Robbie
- 1964 : Les Mystères de l'Ouest (The wild wild West) thème pour un épisode pilote de la série télévisée

### Comme producteur
- 1969 : L'Or de MacKenna (Mackenna's Gold)
- 1969 : Tchaïkovsky (Чайковский) d'Igor Talankine comme producteur exécutif et comme directeur musical.

## Oscars

### Oscar de la meilleure musique
L'Oscar fut divisé en plusieurs catégories au cours de son histoire mais récompense toujours la bande-originale du film. Les victoires sont en gras.
- 1938 : Les Horizons perdus (Lost Horizon)
- 1940 : Monsieur Smith au sénat (Mr. Smith Goes to Washington)
- 1943 : Vendetta (The Corsican Brothers)
- 1944 : The Moon and Sixpence
- 1945 : Le Pont du roi Saint-Louis (The Bridge of San Luis Rey)
- 1950 : Le Champion (Champion)
- 1953 : Le train sifflera trois fois (High Noon)
- 1955 : Écrit dans le ciel (The High and the Mighty)
- 1957 : Géant (Giant)
- 1959 : Le Vieil Homme et la Mer (The Old Man and the Sea)
- 1961 : Alamo (The Alamo)
- 1962 : Les Canons de Navarone (The Guns of Navarone)
- 1964 : Les 55 Jours de Pékin (55 Days at Peking)
- 1965 : La Chute de l'empire romain (The Fall of the Roman Empire)
- 1972 : Tchaïkovski

### Oscar de la meilleure chanson
- 1953 : High Noon - Do Not Forsake Me, Oh My Darlin dans Le train sifflera trois fois (High Noon)